# DARPA
DARPA (eng. Defense Advanced Research Projects Agency) je agencija Ministarstva obrane Sjedinjenih Američkih Država odgovorna za razvoj novih tehnologija za vojsku SAD-a. DARPA je radila na razvoju tehnologija koje su u mnogočemu promijenile odnose u svijetu, uključujući računalne mreže, primjerice ARPANET, koji je prerastao u Internet. DARPA je postavila i osnove Globalnog pozicijskog sustava (GPS-a), razvila umjetnu inteligenciju (AI) i niz drugih modernih tehnologija.
DARPA danas ima oko 240 zaposlenih i proračun od približno 2 milijarde dolara. Podjeljena je u 8 sektora.
Od svog osnutka 1958. godine DARPA je radila na razvoju mnogih projekata od kojih su najznačajniji:
ARPANET - računalna mreža, prethodnik Interneta
- prepoznavanje govora
- umjetna inteligencija (AI)
- globalni pozicijski sustav - GPS
- analiziranje signala
- sustav virtualne stvarnosti
- taktički oklopi
- IC senzori za potrebe svemirskog programa
- krstareće rakete
- snažni energetski laseri za protuzračnu obranu
- submikronska elektronika (VLSI)
- automatsko prepoznavanje ciljeva
- mrežne tehnologije
- mikrosateliti

## Vanjske poveznice
- Službena stranica (engl.)
- GPS (engl.)